# Чернобаев, Евгений Иванович
Евгений Иванович Чернобаев (1869—1915) — поэт, переводчик.

## Биография
Отец из духовного звания (землемер-таксатор). Мать ― из дворян. Когда Чернобаеву было семь лет, семья переехала в Вологду. В 1878 году отец погиб от случайного выстрела из ружья. Мать осталась с пятью детьми (Чернобаев ― старший). Учился в Вологодской гимназии, где обнаружил способность к древним языкам, русскому языку и литературе, но ушёл из шестого класса. Зарабатывал частными уроками (с третьего класса гимназии). Пел в церковном хоре.
Дебютировал в 1891 году стихотворением «Порой гнетёт меня сомненье…». Поместил два стихотворения и рассказ «Простак» в сборнике «Вогогжанин» (Вологда, 1895). После переезда в 1897 году в Петербург (где получил место в управлении железных дорог) печатался в сборниках «Памяти В. Г. Белинского» (1899), «На памятник А. П. Чехову» (1906), журналах «Жизнь» (1899—1900), «Образование» (1902—1905), «Научное обозрение» (1903), «Русское 
богатство» (1903), «Мир Божий» (1903—1906), «Русская мысль» (1905), газетах «Прибалтийский край» (Рига; 1901—1902), «Приволжский край» (Саратов; 1904). В 1901 году опубликовал в ярославской газете «Северный край» (где печатал стихи в 1900—1904) цикл коротких прозаических этюдов под общим названием «Наброски», статью «Памяти Н. А. Некрасова», литературно-критические «Заметки читателя». Постоянный сотрудник журнала «Защита животных», где опубликовал, в частности, цикл очерков «Мир животных в новейшей русской беллетристике» (1904) о произведениях В. Г. Короленко, А. П. Чехова, В. Микулич и статью «Страница из Глеба Успенского» (1905), сделав вывод о том, что для «великих художников-публицистов» защита животных «не праздное дело». Выступал также как переводчик (в том числе стихотворений Т. Г. Шевченко — 1911). Переводы с польского (М. Конопницкая, К. Тетмайер) и немецкого (Н. Ленау, Э. Гейбель) вошли, наряду с оригинальными произведениями, в его единственную книгу «Стихи» (СПб., 1907). В 1908 году поместил несколько стихотворений в журнале «Утро жизни». После 1909, по-видимому, не печатался. Подводя в 1913 году итог своей жизни, Чернобаев заключал, что в ней нет «материала для биографии, почти нет событий, а есть только будничное, серое, гнетущее», зато он «в каждой напечатанной строке рвался к лучшему будущему и посильным голосом звал туда и других… Не потухла вера в неизбежный рассвет, когда восходящее солнце зальет громадную равнину России и встанет, бодро идя на работу, громада родного города».
Умер от воспаления лёгких.